# کاربرد فناوری اطلاعات در پزشکی
رشد روزافزون صنایع ارتباطی، مخابراتی و انفورماتیکی، هر روز دنیا را با انقلابی جدید مواجه می‌کند. انقلاب فن آوری اطلاعات و ارتباطات در کلیه بخش‌های اقتصادی، اجتماعی، سیاسی و امنیتی کشورها تأثیراتی قابل توجه بر جای گذاشته‌است. با توسعه این فن آوری در بخش پزشکی، به دنبال تحول عظیمی در نظام ارائه خدمات بهداشتی و درمانی می‌باشیم و یکی از مهم‌ترین حوزه‌های کاربرد فن آوری اطلاعات، حوزه بهداشت و درمانی می‌باشد. فن آوری اطلاعات از روش‌های متعددی می‌تواند به این حوزه کمک نماید. سیستمهای ذخیره اطلاعات بیمار، سیستم‌های اطلاعات دارویی، سیستم‌های درمانی و جراحی، سیستم‌های پیگیری درمان، سیستم‌های درمان از راه دور، سیستم‌های راهبری پرستار، رباتهای جراح و سیستم‌های پذیرش بیمار و بسیاری دیگر که در پس پرده طراحی تمام این‌ها یک هدف مشترک وجود دارد و آن تسهیل در کار درمان است. با استفاده از این سیستم‌ها بیمار در کمترین زمان بهترین خدمات را دریافت می‌کند، پزشک تمام وقت از هر جای دنیا که بخواهد به بیماران خود دسترسی دارد و اطلاعات بیماران در همه جا به‌طور کامل در دسترس است. دسترسی همگانی به اطلاعات پزشکی در بستر شبکه‌های الکترونیکی یک رؤیا نیست آن را به وضوح می‌توان در سازمان‌های درمانی که به این سیستم‌ها نزدیک شده‌اند مشاهده کرد. سامانه‌هایی مانند ذخیره الکترونیکی اطلاعات سلامت (HER) که می‌تواند اطلاعات بهداشتی، درمانی و سلامتی فرد را پیش از تولد، یعنی زمانی که فرد دوران جنینی را طی می‌کند تا پس از مرگ یعنی وقتی دیگر در قید حیات نیست را به صورت اطلاعات جامعی در یک فایل الکترونیکی ذخیره‌سازی کرده و آن را در یک شبکه اختصاصی در دسترسی افراد مشخصی قرار دهد، به عنوان نمونه بارزی از کارکردهای فناوری اطلاعات در امر سلامت به‌شمار می‌رود.
صنعت انفورماتیک پزشکی۰
انفورماتیک پزشکی را حوزه کاربردی فن آوری اطلاعات و ارتباطات در پزشکی می‌توان تعریف کرد و به تولید و خدمات فن آوری اطلاعات در حوزه خدمات بهداشتی و درمانی صنعت انفورماتیک پزشکی گفته می‌شود. جهت توسعه این صنعت در داخل کشور نیازمند برنامه‌ریزی بر اساس فرصت‌ها و تهدیدهای سر راه و نقاط قوت و ضعف خود هستیم.
صنعت انفورماتیک به صورت عام دارای ویژگی‌هایی است که کشورهای دنیا را ترغیب به سرمایه‌گذاری در این بخش کرده‌است. صنعت انفورماتیک پزشکی شامل سه بخش نرم‌افزار و سخت افزار و خدمات درحوزه پزشکی است. دراین میان قسمت نرم‌افزار جایگاه ویژه‌ای جهت سرمایه‌گذاری دارد. همچنین حوزه‌هایی از انفورماتیک پزشکی چون کاربرد هوش مصنوعی در پزشکی، خدمات پزشکی از راه دور به دلیل در مرحله تحقیق بودن، زمینه خوبی برای برنامه‌ریزی و سرمایه‌گذاری در ارائه محصول در آن بخش خواهند بود.
با توجه به نقش دولت‌ها در راستای توسعه دو بخش کاربردی و تولید در حوزه انفورماتیک موظف به ایجاد موارد زیر بنایی هستند؛ بنابراین شناخت جامع از زیر ساخت‌های این بخش در بدو برنامه‌ریزی به شکل حیاتی لازم و ضروری می‌باشد، این زیر ساخت‌ها عبارتند از:
۱. زیرساخت امنیتی
۲. زیرساخت تجاری
۳. زیرساخت حقوق
۴. زیرساخت اجتماعی و فرهنگی
۵. زیرساخت استانداردسازی
۶. زیرساخت فنی
تجهیزات پزشکی در کنار ابزارهای ارتباطی و اطلاعاتی این عصر زیرساخت فنی انفورماتیک پزشکی را تأمین خواهد کرد.
پیدایش ابزارهای الکترونیکی با قابلیت ثبت اطلاعات اشخاص از بدو تولد تا هنگام مرگ، بستری برای استفاده از ابزارهای توانمند پردازشی و هوشمند را فراهم خواهد آورد تا کارهای روزمره با ماهیت غیرخلاقانه بر عهده این ابزارها گذاشته شود.
۱. سیستم‌های اطلاعات مدیریتی بیمارستانی:
این سیستم‌ها نوعی از سیستم‌های اطلاعات مدیریت (MIS) هستند.
۲. سیستم‌های اطلاعات بالینی و مراقبت پزشکی:
این سیستم‌ها دارای پایگاه داده‌هایی هستند که انواع اطلاعات بیمار به صورت چند رسانه‌ای شامل موارد مختلفی از جمله پارامترهای حیاتی اشخاص، تصاویر پزشکی و... که به این وسیله قدرت تشخیص و درمان پزشک را با وجود ابزارهای قدرتمند پردازش و بهبود می‌بخشند.
۳.سیستم‌های اطلاعاتی بهداشتی:
مجموعه اجزای به هم پیوسته‌ای که برای جمع‌آوری و تحلیل داده‌ها و تدوین اطلاعات به کار می‌رود.
۴.واقعیت مجازی:
این بحث کلیه مفاهیم مادی اطراف ما را در بر می‌گیرد و قابلیت آن را دارد که قسمت زیادی از تعاملات دنیای مادی را شبیه‌سازی کند. واقعیت مجازی در پزشکی هم کابردهای گسترده‌ای دارد به‌طور مثال شبیه‌سازی آناتومی و فیزیولوژی بدن انسان به عنوان یک نمونه آزمایشگاهی، قابلیت انجام هر گونه آزمایش‌های و تحقیقات پزشکی را فراهم خواهد ساخت.
۵.پرونده الکترونیک بیمار:
پرونده الکترونیک بیمار مدرکی است که عمدتاً مراقبت‌های دوره‌ای ارائه شده به وسیلهٔ مراکز درمانی را توصیف می‌کند و در بیمارستان و سایر مراکز ارائه خدمات درمانی مثل واحدهای تخصصی یا مراکز بهداشت ذهنی نیز ایجاد می‌شود.
۶.ابزارهای فناوری اطلاعات در پزشکی:
-شبکه اینترنت، جهت آموزش و دسترسی به اطلاعات پزشکی و مشاوره، و استفاده از ویدیو کنفرانس و انجام مشاوره‌های ویدئویی
- استفاده از کامپیوترهای جیبی و PDAها، توسط امدادگران، پزشکان و سایر افراد، جهت ارسال اطلاعات لازم و گرفتن مشاوره‌های فوری از هر نقطه از جهان.
-استفاده از لباس‌های هوشمند، جهت ارسال وضعیت شخص به تیم پزشکی.
پزشکی از راه دور
از دو کلمه tele که یک لغت یونانی و به معنی (ارتباطات مسافت دور) است و کلمه مدیسین (medicine) به معنای درمان و طب، تشکیل شده‌است، این علم و تکنولوژی مدرن به پزشکان امکان می‌دهد بیماران خود را در خانه بیمار از راه دور از طریق کامپیوتر و شبکه‌های ارتباطی چون اینترنت ویزیت و درمان کنند و تصویر و صدای بیمار، علائم حیاتی و حتی پارامترهای تخصصی لازم را دریافت و توصیه‌های لازم را صادر کنند.
در نتیجه، تأخیر در درمان به حداقل می‌رسد و نیاز به جابجایی بیمار برطرف می‌شود و در هزینه‌های ناشی از حمل ونقل بیمار نیز صرفه جویی می‌گردد.
انواع پزشکی از راه دور :
-درمان از راه دور همزمان (زمان حقیقی):
نیاز به حضور همزمان دو طرف و برقراری یک لینک ارتباطی real time بین آن‌ها می‌باشد. از جمله پر کاربردترین این‌ها تجهیزات کنفرانس ویدیوئی می‌باشد.
-درمان از راه دور غیر همزمان:
درمان از راه دور به طریق ذخیره‌سازی و ارسال اطلاعات می‌باشد و برای مواردی که زیاد فوریت ندارند استفاده می‌شود و می‌توان زمانی را برای ارسال اطلاعات و دریافت منظور نمود که اطلاعات منتقل شده می‌تواند از تصویرهای دیجیتالی گرفته تا بخشی از یک فیلم درنظرگرفته شود.
انواع خدمات پزشکی از راه دور:
۱.مشاوره از راه دور
۲. آموزش الکترونیکی : آموزش الکترونیکی عبارتست از بکارگیری ابزارهای فناوری اطلاعات در امر آموزش و تربیت نیروی انسانی.
۳.پایش از راه دور : ارسال online یا offline تصاویر پزشکی، سیگنال‌های حیاتی بیمار به صورت ویدئوکنفرانس، از روش‌های عمده پایش از راه دور است.
۴. ارائه خدمات پزشکی در خانه : بیش از همه افراد مبتلا به بیماری‌های قلبی و عروقی و ناهنجاری‌های تنفسی مزمن به اینگونه مراقبت‌ها نیاز دارند.
۵. جراحی از راه دور : انجام جراحی پزشکی بدون تماس مستقیم پزشک با بیمار در طول عمل است.
این جراحی می‌تواند برای موارد مختلف از جمله: کاربرد جراحی از راه دور در عمل قلب انجام شود، که به روش‌های مختلفی می‌تواند انجام شود، که در روش رباتیک می‌توان کاربرد بیشتری از فناوری اطلاعات را مشاهده کرد.
راهکارها یی جهت استفاده پزشکی از راه دور در ایران :
- آموزش و گسترش سواد رسانهای در بین مردم مناطق محروم جهت استفاده از این تکنولوژی
- گنجاندن تله مدیسن در دوره تحصیلی دانشجویان پزشکی
- اقناع پزشکان جهت استفاده از این فضا
برقراری یک کانال ارتباطی پزشکی با کشورهای همسایه به دلیل عدم وجود بعضی از تخصص‌ها ویا گران بودن هزینه‌های درمانی و استفاده از متخصصان مجرب در ایران جهت کسب درآمد
برقراری شبکه تله مدیسین برای جانبازان و معلولین جهت کاهش مشکلات حمل و نقل این افراد
برقراری شبکه تله مدیسین در کشور درمناطق وسیع و با تراکم جمعیتی کم و نیز در مناطق کوهستانی و سخت‌گذر خصوصاً در هنگام حوادث غیر مترقبه
برقراری سیستم مشاوره پزشکی از راه دور در دریا ونیز در هواپیماها با استفاده از ارتباطات ماهوارهای برای موارد اورژانس
منابع
https://web.archive.org/web/20160828043421/http://www.teis.nhs.uk/
https://web.archive.org/web/20071014083223/http://iranhealevs.com/
http://www.telehealth.com
http://www.mcmaster.ca
http://www.mehmanesh.com بایگانی‌شده  در ۱۲ اوت ۲۰۲۰ توسط Wayback Machine
https://web.archive.org/web/20130307014745/http://lhncbc.nlm.nih.gov/lhc/docs/published/2002/pub2002049.pdf
https://web.archive.org/web/20140513023059/http://forum.it4you.ir/